# Руусувуори, Эмиль
Эмиль Руусувуори (фин. Emil Ruusuvuori; род. 2 апреля 1999, Хельсинки) — финский профессиональный теннисист.

## Общая биография
Отец — Яри Лаакконен; мать — Ева Руусувуори; есть брат — Элиас и сестра — Айно.
Начал играть в теннис в пять лет. Любимое покрытие — хард; любимый турнир — Открытый чемпионат США. Кумирами в мире спорта в детстве были соотечественники: теннисист Яркко Ниеминен и хоккеист Теему Селянне.

## Спортивная карьера
Руусувуори успешно выступал в юниорском туре. В 2017 году он участвовал во всех четырех турнирах Большого шлема и дошел до полуфинала Открытого чемпионата США, где проиграл китайцу У Ибину в трёх сетах. Его лучший результат — 4-е место в юниорском рейтинге.
В 15 лет он впервые сыграл в турнирах низшего уровня «фьючерс». В матче против Грузии в 2017 году он дебютировал за финскую команду Кубка Дэвиса. В следующем году на Кубке Дэвиса Руусувуори внёс решающий вклад в матче против Египта своей победой в решающем пятом матче над Каримом-Мохамедом Маамуном, что позволило выйти Финляндии в континентальную группу I.

### 2020—2022
На Открытом чемпионате США 2020 года Эмиль впервые на турнирах Большого шлема преодолел первый круг.
На Открытом чемпионате США 2021 года по теннису он повторил этот результат. В парном же разряде сумел пройти в третий раунд соревнований.
В феврале 2022 года на турнире в Индии впервые в карьере дошёл до финала турнира ATP-тура, где уступил португальцу Жуану Соузе.

### 2023
На Открытом чемпионате Австралии 2023 года, Эмиль вновь одержал победу в первом раунде, но уступил Андрею Рублёву во втором.
На крупном турнире в Индиан-Уэлсе Эмиль сумел пройти до третьего круга, переиграв Констана Лестьенна и Роберто Баутисту Агута.

### 2024
В середине января 2024 года на турнире Большого шлема — Открытом чемпионате Австралии, Руусувуори в первом круге одиночного разряда победил американца Патрика Кипсона. Во втором круге в матче против третьей ракетки мира Даниила Медведева Руусувуори вёл 2-0 по сетам, но всё же уступил в 5 партиях.

## Рейтинг на конец года
| Год  | Одиночный рейтинг | Парный рейтинг |
| 2023 | 69                | 421            |
| 2022 | 40                | 835            |
| 2021 | 95                | 183            |
| 2020 | 86                | 234            |
| 2019 | 123               | 260            |
| 2018 | 385               | 733            |
| 2017 | 670               |                |
| 2016 | 1506              | 1497           |

## Выступления на турнирах

### Финалы турнировATPв одиночном разряде (2)

#### Поражения (2)
| Легенда                     |
| --------------------------- |
| Турниры Большого шлема (0)* |
| Итоговый турнир ATP (0)     |
| ATP Мастерс 1000 (0)        |
| АТР 500 (0)                 |
| АТР 250 (0)                 |

| Титулы по покрытиям | Титулы по месту проведения матчей турнира |
| ------------------- | ----------------------------------------- |
| Хард (0)            | Зал (0)                                   |
| Грунт (0)           | Зал (0)                                   |
| Трава (0)           | Открытый воздух (0)                       |
| Ковёр (0)           | Открытый воздух (0)                       |

* количество побед в одиночном разряде.
| №  | Дата           | Турнир         | Покрытие | Соперник в финале | Счёт           |
| 1. | 6 февраля 2022 | Пуна, Индия    | Хард     | Жуан Соуза        | 6-7(9) 6-4 1-6 |
| 2. | 7 января 2024  | Гонконг, Китай | Хард     | Андрей Рублёв     | 4-6 4-6        |

### Финалы турниров ATP в парном разряде (1)

#### Поражение (1)
| №  | Дата            | Турнир           | Покрытие   | Партнёр                | Соперники в финале        | Счёт    |
| 1. | 11 февраля 2024 | Марсель, Франция | Хард (зал) | Патрик Никлас-Салминен | Томаш Махач Чжан Чжичжэнь | 3-6 4-6 |